# Pomnik Żołnierzy 1 Armii Wojska Polskiego w Warszawie
Pomnik Żołnierzy 1 Armii Wojska Polskiego, także pomnik Żołnierza 1 Armii Wojska Polskiego – monument znajdujący się przy ul. gen. Andersa w Warszawie.

## Opis
Konkurs na projekt pomnika rozpisano w 1959 roku, lecz nie wyłoniono zwycięzcy i nie przyznano pierwszej nagrody. Marszałek Marian Spychalski zlecił wykonanie pomnika Xaweremu Dunikowskiemu. 
W latach 1962–1963 Dunikowski opracował projekt pomnika, który został zrealizowany przy współpracy Józefa Galicy, Józefa Potępy, Jerzego Beresia oraz, odpowiedzialnego za cokół i otoczenie pomnika, Leona Marka Suzina. Dzieło Dunikowskiego pozostało niedopracowane z powodu postępującej choroby artysty. Było to jego ostatnie dzieło przed śmiercią w 1964 roku.
Odsłonięcie pomnika miało miejsce 12 października 1963 roku w 20. rocznicę bitwy pod Lenino. Rzeźba o wysokości 8 metrów wykonana w szarym granicie przedstawia żołnierza LWP w mundurze i hełmie na głowie, z pistoletem maszynowym na piersi. Na cokole pomnika znalazł się napis: 1943 – Lenino, Warszawa, Kołobrzeg, Berlin – 1945 opisujący szlak bojowy żołnierzy 1 Armii Wojska Polskiego.
Monument upamiętnia poległych żołnierzy 1 Armii. Został ufundowany przez Ludowe Wojsko Polskie.